# Eberswalde-Finowfurter Eisenbahn
| Streckennummer (DB): | 6792                 |                       |                       |
| Kursbuchstrecke (DB): | 122k (1946–1961)     |                       |                       |
| Kursbuchstrecke: | 110f (1934)          |                       |                       |
| Streckenlänge: | 13,1 km              |                       |                       |
| Spurweite: | 1435 mm (Normalspur) |                       |                       |
| Maximale Neigung: | 25 ‰                 |                       |                       |
| Minimaler Radius: | 150 m                |                       |                       |
| Streckengeschwindigkeit: | 30 km/h              |                       |                       |
| |                      |                       |                       |
| \| \| 2,2 \| Spechthausen \| Spechthausen \| \| \| \| Berlin-Stettin \| \| \| \| 1,3 \| Eberswalde Wasserfall \| Eberswalde Wasserfall \| \| \| 0,0 \| Eberswalde West \| Eberswalde West \| \| \| 1,8 \| Eisenspalterei \| Eisenspalterei \| \| \| 4,90,0 \| Finow (Mark) \| Finow (Mark) \| \| \| \| \| \| \| \| 0,8 \| Sportpark \| Sportpark \| \| \| 1,3 \| Messingwerk \| Messingwerk \| \| \| \| \| \| \| \| 7,5 \| Finowfurt Ost \| Finowfurt Ost \| \| \| 8,7 \| Finowfurt \| Finowfurt \| \| \| 9,6 \| Finowfurt Ort \| Finowfurt Ort \| |                      |                       |                       |
| Betriebs-/Güterbahnhof Streckenanfang (Strecke außer Betrieb) | 2,2                  | Spechthausen          | Spechthausen          |
| Kreuzung geradeaus unten (Strecke geradeaus außer Betrieb) |                      | Berlin-Stettin        | Berlin-Stettin        |
| Haltepunkt / Haltestelle (Strecke außer Betrieb) | 1,3                  | Eberswalde Wasserfall | Eberswalde Wasserfall |
| Bahnhof (Strecke außer Betrieb) | 0,0                  | Eberswalde West       | Eberswalde West       |
| Haltepunkt / Haltestelle (Strecke außer Betrieb) | 1,8                  | Eisenspalterei        | Eisenspalterei        |
| Bahnhof (Strecke außer Betrieb) | 4,90,0               | Finow (Mark)          | Finow (Mark)          |
| Verschwenkung von links (Strecke außer Betrieb) · Verschwenkung von rechts (Strecke außer Betrieb) |                      |                       |                       |
| Haltepunkt / Haltestelle (Strecke außer Betrieb) · Strecke (außer Betrieb) | 0,8                  | Sportpark             | Sportpark             |
| Kopfbahnhof Streckenende (Strecke außer Betrieb) · Strecke (außer Betrieb) | 1,3                  | Messingwerk           | Messingwerk           |
| Verschwenkung nach rechts (Strecke außer Betrieb) |                      |                       |                       |
| Haltepunkt / Haltestelle (Strecke außer Betrieb) | 7,5                  | Finowfurt Ost         | Finowfurt Ost         |
| Haltepunkt / Haltestelle (Strecke außer Betrieb) | 8,7                  | Finowfurt             | Finowfurt             |
| Kopfbahnhof Streckenende (Strecke außer Betrieb) | 9,6                  | Finowfurt Ort         | Finowfurt Ort         |

Die Eberswalde-Finowfurter Eisenbahn (EFE) verkehrte ab 1907 auf einer 9,6 Kilometer langen Strecke zwischen der Stadt Eberswalde und der Gemeinde Schöpfurth (heute Finowfurt) sowie dem 1,3 Kilometer langen Abzweig Heegermühle (heute Finow)-Messingwerk (1914–1970) und dem 2,2 Kilometer langen Streckenabschnitt zwischen Eberswalde und Spechthausen (1931–1945).
1924 wurde die Kleinbahn Eberswalde-Schöpfurth in eine Privatbahn mit Namen Eberswalde-Schöpfurther Eisenbahn (ESE) umgewandelt. Eigentümer blieb die Deutsche Eisenbahn-Gesellschaft (DEG) mit Sitz in Frankfurt am Main. 1929 übernahm die AG für Verkehrswesen (AGV) in Frankfurt am Main die ESE. Nach dem Zusammenschluss von Schöpfurth und Steinfurt zu Finowfurt wurde die ESE 1930 in Eberswalde-Finowfurter Eisenbahn (EFE) umbenannt.
1947 ging die Eisenbahn an die Landesbahnen Brandenburg; 1949 an die Deutsche Reichsbahn. 1994 übernahm die Deutsche Bahn AG die Strecke. Der Personenverkehr auf der Bahn wurde 1961 eingestellt, der Güterverkehr 1996.

## Geschichte

### Vorgeschichte

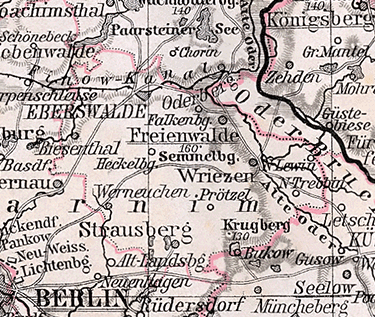
Landkreis Oberbarnim, 1905

Die rasante wirtschaftliche Entwicklung des Gebietes (verbunden mit der weiteren Ausprägung der Industrialisierung im Finowtal) in der zweiten Hälfte des 19. Jahrhunderts verlangte nach neuen Lösungen zur Verkehrsanbindung. Mit dem Bau der Bahnstrecke Berlin-Stettin, die am 30. Juli 1842 bis Neustadt Eberswalde im Landkreis Oberbarnim vollendet war, wurde der Grundstein für die spätere Entwicklung Eberswaldes zum Eisenbahnknotenpunkt gelegt.
Am 16. August 1843 wurde die Strecke nach Stettin fertiggestellt, am 15. Mai 1877 die Bahnstrecke Eberswalde–Frankfurt (Oder) und am 16. August 1899 die Bahnstrecke Britz-Fürstenberg/Havel. Am 7. Januar 1878 wurde die königliche Hauptwerkstatt für die Ausbesserung von Lokomotiven und Wagen eröffnet. Später wandelte sie sich zum Reichsbahnausbesserungswerk. Die Deutsche Bahn AG betreibt es heute als Fahrzeuginstandhaltungswerk (DB Werk Eberswalde). Außerdem entstand die Bahnhofsbrücke Eberswalde in der Nähe des Bahnhofes, die am 27. Juni 1910 polizeilich abgenommen wurde.
Die Unternehmen im Finowtal waren bisher nicht an die Eisenbahnlinie Berlin-Stettin angeschlossen. Unternehmen wie die Hüttenwerk AG, die Messingwerke AG, die Papierfabrik Wolfswinkel und die Schering-Kahlbaum AG drängten immer stärker auf einen Anschluss an das Staatsbahnnetz. 1898 gab es erste Pläne für eine schmalspurige Anschlussbahn von Eberswalde nach Schöpfurth. Das Projekt wurde aufgrund finanzieller Schwierigkeiten und des Desinteresses der Stadt Eberswalde nicht verwirklicht.
1904 erklärte sich die AG für Bahn-Bau und -Betrieb (BBB) in Frankfurt am Main bereit, den größten Teil der Kosten für den Bau einer normalspurigen Eisenbahnlinie zu übernehmen. Auch der Landkreis Oberbarnim beteiligte sich finanziell. Die Konzession zum Bau und Betrieb der Eisenbahnstrecke erteilte am 17. Januar 1906 der Königliche Regierungspräsident. Die Bauarbeiten an der Strecke begannen im Februar 1906 und machten bis Heegermühle rasche Fortschritte. Auf dem folgenden Streckenabschnitt bereiteten sumpfiges Gelände und einige Hügel Schwierigkeiten.

### Eröffnung

Bahnhof und Bahnhofsrestaurant Heegermühle (heute Finow), vor 1910

Am 1. März 1907 erfolgte daher erst die landespolizeiliche Abnahme der Teilstrecke zwischen Eberswalde und Heegermühle. Drei Tage später, am 4. März 1907, verkehrten die ersten Personenzüge (Borsig-Dampflokomotiven Dn2vt und zweiachsige Personenwagen). Hinzu kamen Güterwagen für den Waren- und Materialtransport. Trotz der Geländeschwierigkeiten konnte die Gesamtstrecke innerhalb der nächsten sieben Monate fertig gestellt werden.
Allerdings waren die Baukosten mit 1,1 Millionen Reichsmark höher als erwartet. Zudem war die Einführung der Kleinbahnzüge in den Staatsbahnhof (heute Eberswalde Hauptbahnhof) nicht möglich, weil sich der Regierungsbaumeister außer Dienst Hoffmann weigerte die Linie über sein Privatgrundstück bauen zu lassen. So musste ein gesonderter Bahnhof rund 500 Meter weiter westlich an der Strecke nach Schöpfurth errichtet werden. Vom Kleinbahnhof führten Anschlussgleise zum Staatsbahnhof Eberswalde. Damit konnte die Stadt Eberswalde die Pläne nicht verwirklichen, die Strecke über die Bahnhofsbrücke zu legen.
Die polizeiliche Abnahme des Streckenabschnittes zwischen Heegermühle und Schöpfurth für den lokalen Güter- und Personenverkehr erfolgte am 16. Oktober 1907. Am selben Tag wurde der Betrieb aufgenommen. Eigentümer und Betriebsführer der Kleinbahn Eberswalde-Schöpfurth waren die Deutsche Eisenbahn-Gesellschaft (DEG) und die AG für Bahn-Bau und -Betrieb (BBB), beide mit Sitz in Frankfurt am Main. Die „Eberswalder Zeitung“ schrieb am 17. Oktober 1907:
„Die landespolizeiliche Abnahme der Kleinbahn Eberswalde-Schöpfurth erfolgte heute vormittag 12 Uhr. Seitens der Besitzerin der Bahn, der Deutschen Eisenbahngesellschaft in Frankfurt a. M., waren die Herren Generaldirektor Koehler und Direktor Reufeld aus Frankfurt a. M. anwesend, seitens der Königl. Regierung in Potsdam waren der Dezernent des Eisenbahnwesens Regierungsrat Freiherr von Grunwald, ferner die Herren Geheimen Bauräte Seeliger und Blumenthal, sowie Regierungs- und Baurat Krause erschienen. Die Herren befuhren mit einem Extrazuge die Strecke bis Schöpfurth und kehrten dann nach Heegermühle zurück.“
Die Bezeichnung „Kleinbahnhof“ für den Ausgangspunkt der Bahnlinie in Richtung Schöpfurth im Eberswalder Stadtteil Westend (damals noch weitestgehend unbebaut) entstand. Der Bahnhof in Westend erhielt ein Ladegleis, ein Nebengleis, in das eine Gleiswaage eingebaut wurde, und ein Aufstellungsgleis, das auch zum Verladen des aus dem städtischen Wald angefahrenen Holzes dienen sollte. Des Weiteren wurde ein zweistöckiges Empfangsgebäude mit angebautem Güterschuppen und ein Nebengebäude errichtet.

### Blütezeit des Personenverkehrs

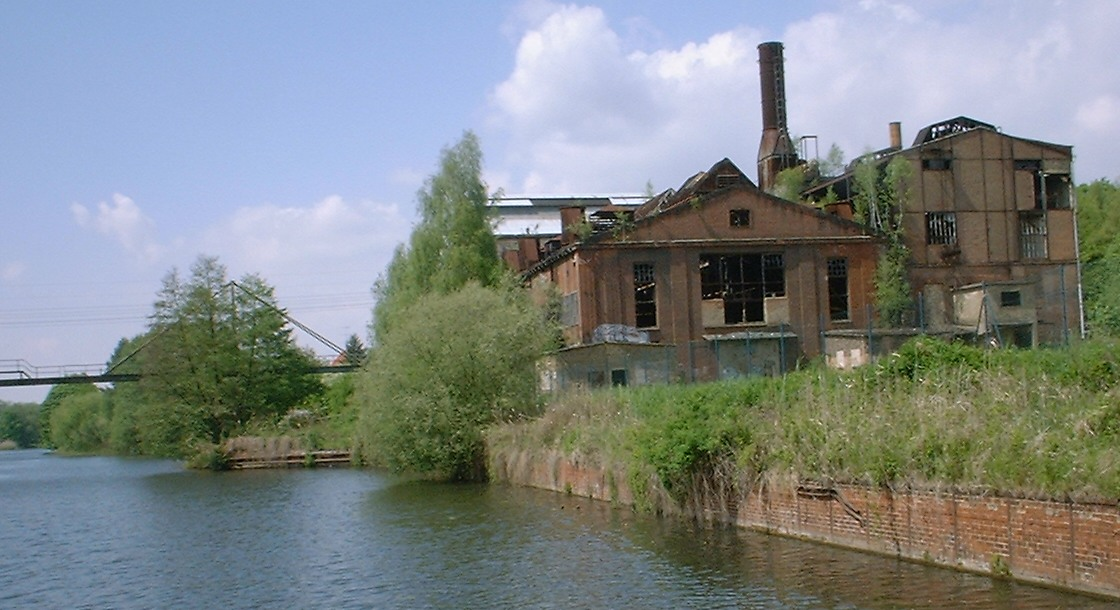
Zum Kraftwerk Heegermühle wurde ab 1909 Kohle über ein Anschlussgleis transportiert.

Die Straßenbahn diente ab 1910 als Zubringer zur Kleinbahn.

1909 bauten die Märkischen Elektrizitätswerke nach Plänen des Architekten Georg Klingenberg das Kohlekraftwerk Heegermühle und transportierten die Kohle über ein Anschlussgleis. 1914 erfolgte die Eröffnung der 1,3 Kilometer langen Zweigstrecke von Heegermühle zum Messingwerk am Finowkanal für den Güterverkehr und im Oktober 1917 auch für den Personenverkehr.
Neben dem Güter- (weitere Unternehmen wurden angeschlossen) entwickelte sich der Personenverkehr in schnellem Tempo. In den verbleibenden Monaten des Jahres 1907 beförderte die Kleinbahn rund 21.000 Personen. Im Jahre 1915 waren es schon 338.000 beförderte Fahrgäste. Schließlich fuhren im Jahre 1920 fast eine Million (987.895 Passagiere) mit der Eisenbahn.
Am 1. April 1924 wurde die Kleinbahn in eine Privatbahn mit Namen Eberswalde-Schöpfurther Eisenbahn AG (ESE) umgewandelt. Eigentümer blieb die Deutsche Eisenbahn-Gesellschaft (DEG) und Betriebsführer die AG für Bahn-Bau und -Betrieb (BBB). Am 1. Januar 1929 wurde die DEG von der AG für Verkehrswesen (AGV) übernommen. Dafür wurde die BBB wiederum in Deutsche Eisenbahn-Gesellschaft (DEG) umbenannt. Eigentümer war also jetzt die AGV in Berlin und Betriebsführer die DEG in Frankfurt am Main. Nach dem Zusammenschluss der Gemeinden Schöpfurth und Steinfurt zur Gemeinde Finowfurt wurde die ESE 1930 in Eberswalde-Finowfurter Eisenbahn AG (EFE) umbenannt.
Der Bahnhof Eberswalde-West (im Volksmund „Kleinbahnhof“) blieb nicht der östlichste Endpunkt (im Fall der Personenbeförderung, beim Güterverkehr hatte er nie einen Endpunkt dargestellt) der Bahnlinie in Richtung Finowfurt. Am 17. April 1931 erfolgte die Eröffnung der 2,2 Kilometer langen Strecke von Eberswalde in Richtung Spechthausen. Zusätzlich zum bereits bestehenden Haltepunkt „Wasserfall“ an der Eisenbahnstrecke Eberswalde-Berlin wurde nun ein weiterer Bahnsteig für aus Finowfurt kommende Sonntagszüge der Kleinbahn eingerichtet. Extrazüge dienten den Reisenden zum Besuch der großen Sängerfeste oder der beliebten Wasserfallkonzerte. Auch wenn man in Finow (aus Heegermühle entstand 1928 durch Zusammenlegung von früher selbständigen Gemeinden und ehemaligen Gutsbezirken ein neuer Ort, nämlich Finow) oder Finowfurt Schützenfeste oder Wettkämpfe im Heegermühler Sportpark veranstaltete, wurden Sonderzüge der Kleinbahn eingesetzt.
Als Zubringer diente die ab 1910 fahrende Straßenbahn Eberswalde. Am Kleinbahnhof kreuzte diese die Gleise der Eberswalde-Finowfurter Eisenbahn. 1940 wurde die Straßenbahn durch den bis heute verkehrenden Oberleitungsbus ersetzt. Neben Wasserfall und Eberswalde-West gab es auf der Strecke folgende Bahnhöfe und Haltepunkte: Eisenspalterei, Finow (Mark), Sportpark, Messingwerk, Spechthausener Weg (ab 1950 Finowfurt Ost), Finowfurt Bahnhof und Finowfurt Ort.

### Zunahme des Güterverkehrs

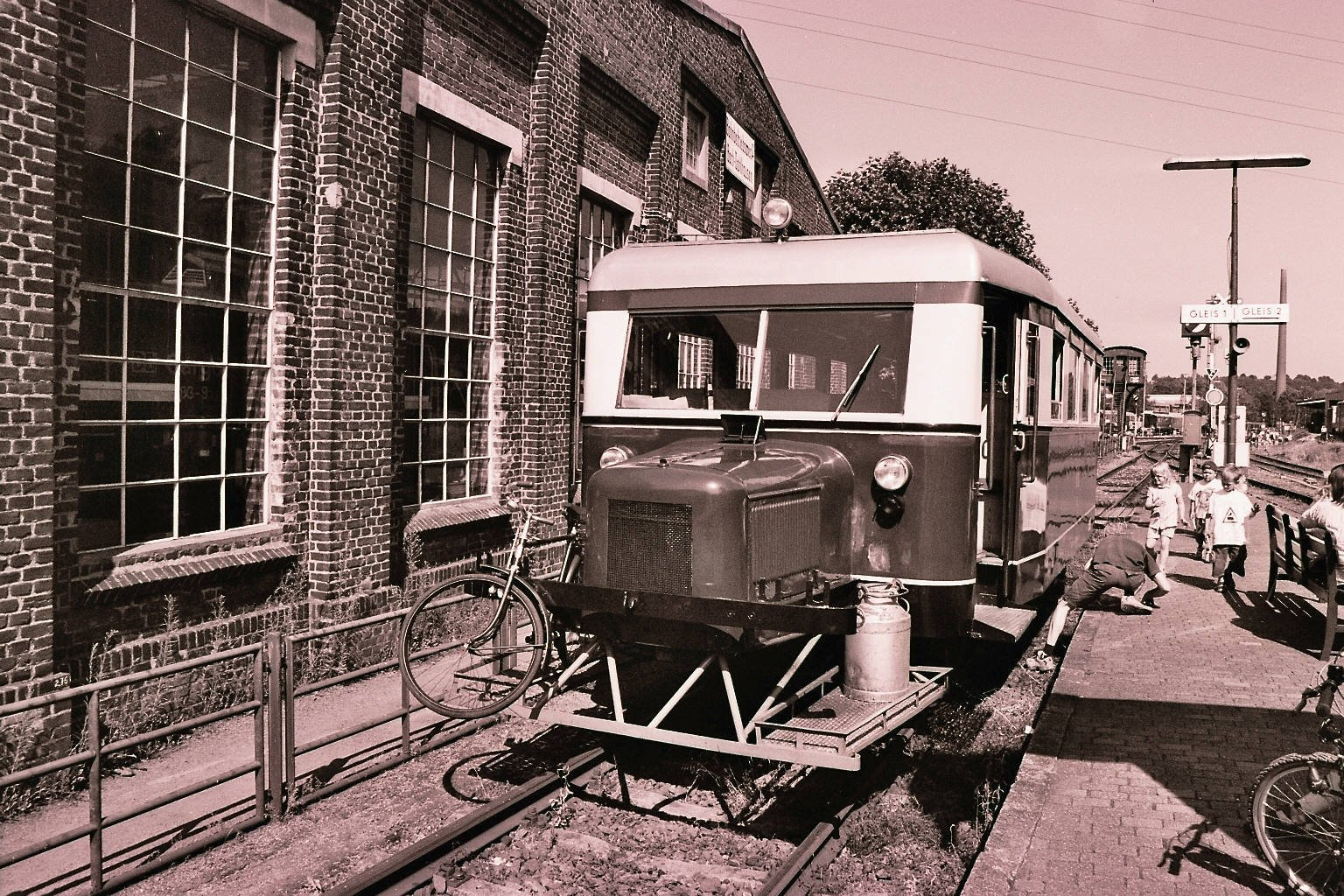
Der Wismarer Schienenbus befuhr ab 1933 die Strecke

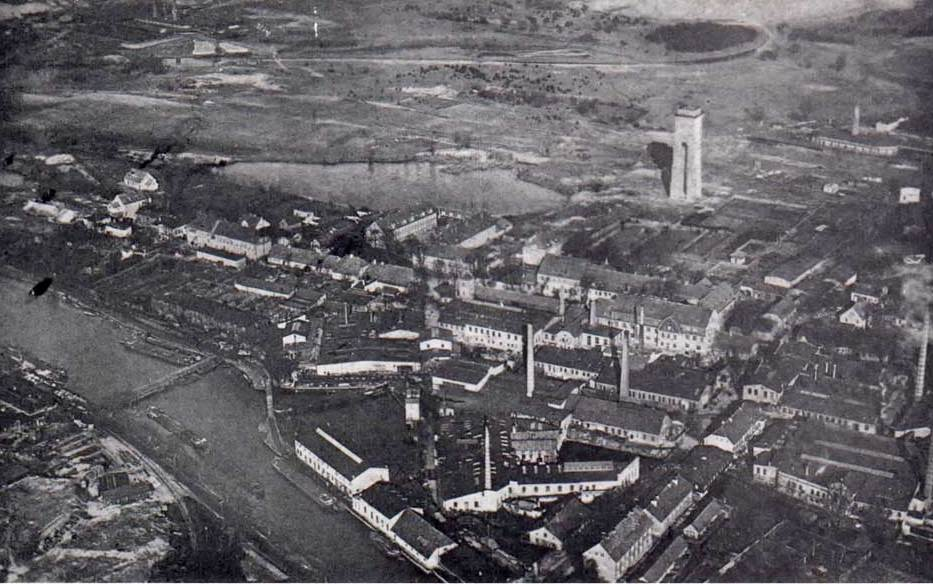
Luftaufnahme des Messingwerkes um 1930 mit Anschluss an die Kleinbahn

Die Eröffnung von Kraftpostlinien der Reichspost ab dem 10. November 1924 nach und durch das von der Bahn befahrene Gebiet brachte einen Rückgang bei der Personenbeförderung, der aber vorerst durch die steigenden Gütermengen, die transportiert wurden, ausgeglichen wurde. So verdreifachte sich das Aufkommen an Gütern von 229.000 Tonnen (1930) bis auf 683.000 Tonnen (1942).
Besonders während der Zeit des Nationalsozialismus zwischen 1933 und 1945 waren zahlreiche Eberswalder Unternehmen in vielfältigster Art und Weise an der Rüstungsindustrie beteiligt. Die Eberswalde-Finowfurter Eisenbahn profitierte überwiegend deshalb davon, weil sie viele Anschlüsse zu diesen Betrieben besaß und für den Transport der Güterwagen zuständig war. 1936 waren 15 Unternehmen an die EFE angeschlossen, darunter auch die Papierfabrik Spechthausen. Der Anschluss an die Bahn war das Zelluoselager direkt gegenüber der Papierfabrik, später umgebaut zur Tischlerei.
Die Papierfabrik stellte von 1874 bis 1945 das Papier für die Reichskassenscheine und fast alle Banknoten sowie Wert- und Kreditbriefe, Aktien, Schecks und andere Wertpapiere für das Deutsche Reich her. Auch das Papier für die falschen Pfundnoten, die während der Aktion Bernhard im Zweiten Weltkrieg vom Sicherheitsdienst (SD) zur Destabilisierung der britischen Währung über London abgeworfen wurden, stammte aus Spechthausen. Drucktechnisch wurde dieser Staatsauftrag im KZ Sachsenhausen realisiert.
Bekannt sind die Namen folgender Unternehmen mit eigenem Gleisanschluss:
- Papierfabrik Spechthausen
- Eberswalder Terraingesellschaft
- Märkische Elektrizitätswerke, Materialsammellager
- Ardelt-Werke
- Eisenhüttenwerk Hoffmann & Motz, Eisenspalterei
- Chemische Fabrik Schering-Kahlbaum
- Märkische Elektrizitätswerke, Kraftwerk Finow
- Metallwerke Gallkowski & Kielblock
- Dachpappenfabrik Ihmsen & Lingner
- Hirsch Kupfer- und Messingwerke
- Imprägnier- und Sägewerk Ernst Mametschke
- Hermannsmühle (Sägewerk)
- Hubertusmühle (Imprägnierwerk)
- Fa. Karl Hallier, Schöpfurther Mühle

### Konkurrenz durch Autobusse
| Jahr | Personen  | Güter (t) |
| ---- | --------- | --------- |
| 1907 | 21.278    | 16.447    |
| 1915 | 338.406   | 147.362   |
| 1920 | 987.895   | 267.777   |
| 1925 | 405.562   | 285.707   |
| 1930 | 342.386   | 228.921   |
| 1935 | 221.337   | 312.510   |
| 1939 | 690.341   | 442.742   |
| 1942 | 1.278.910 | 682.600   |

Einen gewissen Ausgleich zur Autobuskonkurrenz brachte ab 1933 der neue Schienenbus. Nach mehr als 25-jähriger Dienstzeit sollten die Dampflokomotiven durch modernere Leichttriebwagen des Typs B von der Waggonfabrik Wismar ersetzt werden. Am 8. Oktober 1933 kam das Fahrzeug (Höchstgeschwindigkeit 45 Kilometer in der Stunde) erstmals in Brandenburg zum Einsatz.
Der Wismarer Schienenbus (im Volksmund „Ameisenbär“) war zehn Meter lang und hatte ein Leergewicht von rund sechs Tonnen. Besondere Aufmerksamkeit wurde auf die Ausbildung des Laufwerkes des Schienenbusses gelegt. Die Achsen besaßen Rollenlager und besonders elastische Blattfedern. Die Räder trugen außerdem zwischen Lauffläche und Radscheibe ein starkes Gummipolster, so dass Stöße und Geräusche wesentlich gedämpft werden konnten. Der Wagen besaß auf beiden Endseiten einen Motor.
In der Folgezeit wurden die mit Dampflokomotiven bespannten Personenzüge weitgehend durch die neuen Schienenbusse ersetzt. Doch auch der „Finowtalbus“ konnte – trotz der wohlwollenden Aufnahme durch die Bürger der Region – den Niedergang der Personenbeförderung mit der Kleinbahn nicht aufhalten.
Durch die starke Konkurrenz der Autobusse, die mit ihren kürzeren Taktzeiten und einer größeren Zahl von Haltestellen besser auf die Wünsche der Menschen eingehen konnten, ging der Personenverkehr auf der Eisenbahnstrecke weiter zurück. Nach 406.000 Personen 1925 und 342.000 Fahrgästen 1930 waren es 1935 nur noch 221.000 Passagiere, die mit der Kleinbahn fuhren. 1933 verkehrten zehn Züge von Eberswalde nach Finowfurt und neun Züge in der Gegenrichtung. Die Fahrzeit betrug durchschnittlich 20 Minuten.
Nach Ausbruch des Zweiten Weltkrieges trat durch die Einschränkungen der Kraftstoffkontingente eine deutliche Verlagerung des Personenverkehrs von der Straße auf die Schiene ein. Die Passagierzahlen stiegen von 690.000 (1939) bis auf 1,3 Millionen (1942). Um den Ausflugsverkehr auf der Strecke auszuweiten, bestellte die EFE 1940 einen vierachsigen Triebwagen des Typs „Mosel“, der am 1. September 1944 erstmals zum Einsatz kam. Wenige Monate später wurde der Triebwagen zur Flucht vor der Roten Armee nach Westdeutschland genutzt und danach im Reichsbahnausbesserungswerk Leinhausen in Hannover abgestellt.

### Entwicklung nach dem Zweiten Weltkrieg

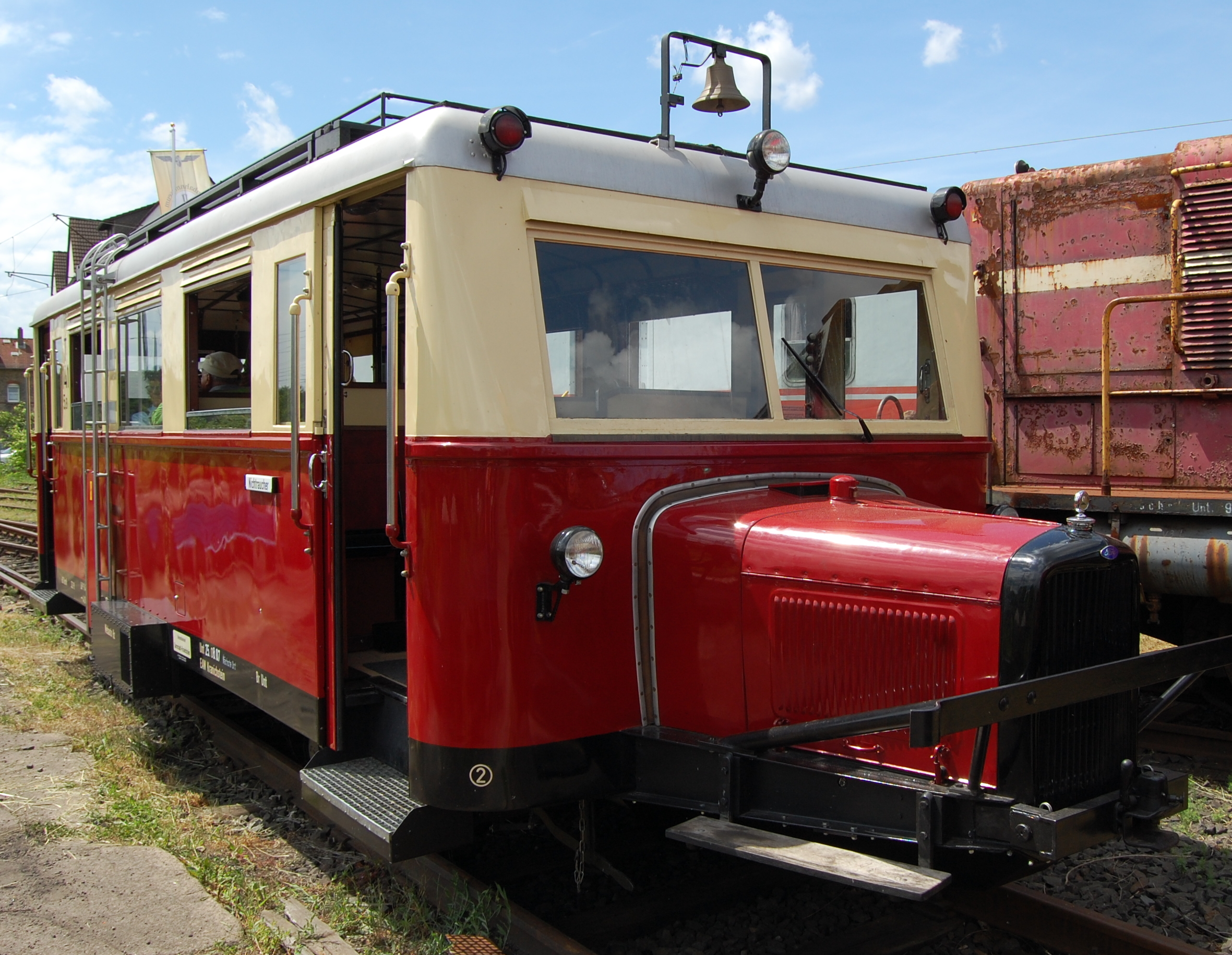
Wismarer Schienenbus

1945 wurde die Strecke nach Spechthausen stillgelegt und die Trasse abgebaut. Die Unterführung durch die Strecke Berlin-Stettin wurde teilweise zugeschüttet. Die Gleise wurden als Reparation abgebaut und teilweise zu einem sowjetischen Güterbahnhof nördlich des Tierparks wiederverwendet. Dazu wurde direkt neben dem Einschnitt der Unterquerung ein Damm zu Entladestationen errichtet.
Im gleichen Jahr erfolgte auch die Einstellung des Personenverkehrs auf dem Streckenabschnitt zwischen Finow und Messingwerk. Die Eberswalde-Finowfurter Eisenbahn hatte den Krieg ohne große Schäden überstanden und wurde zum Transport demontierter Maschinen und Anlagen von an der Rüstung beteiligter Unternehmen in die Sowjetunion benutzt.
Mit der „Verordnung über Organisation, Leitung und Verwaltung der provinzialeigenen industriellen und gewerblichen Unternehmungen in der Provinz Brandenburg“ vom 19. Oktober 1946 wurde die EFE de facto enteignet. Am 1. Mai 1947 ging die Eisenbahn an die Landesbahnen Brandenburg. Am 9. März 1949 beschloss die Wirtschaftskommission, alle dem öffentlichen Verkehr dienenden Eisenbahnen der Sowjetischen Besatzungszone der Deutschen Reichsbahn (DR) zu unterstellen. Auf Grund dieses Beschlusses übernahm die DR am 1. April 1949 den Betrieb und die Verwaltung der EFE. Am 1. Januar 1950 ging die EFE gänzlich in das Eigentum der DR über.
Der Einsatz des Wismarer Schienenbusses endete zunächst 1945. In jenem Jahr wurden die Ford-Motoren beider Fahrzeuge durch die Sowjetarmee beschlagnahmt. Nach einem Aufenthalt im Reichsbahnausbesserungswerk Dessau 1953 wurde die ehemalige T 122 der EFE, jetzt VT 133 502, im selben Jahr wieder in Dienst gestellt. Sein Einsatzgebiet war wie zuvor die Strecke zwischen Eberswalde und Finowfurt. Den nun als VT 133 501 bezeichneten ehemaligen T 121 der EFE arbeitete man ebenfalls auf. Über seinen weiteren Einsatz bei der Deutschen Reichsbahn ist nichts bekannt.
Neben diesen beiden Triebwagen waren in den 1950er Jahren zwei weitere Dieseltriebwagen auf der Strecke im Einsatz. Am 4. September 1953 kam zunächst der VT 133 510 zum Bahnbetriebswerk (Bw) Eberswalde. Sein Einsatz dauerte bis 10. Februar 1956. Ab 5. Januar 1956 führte das Bw Eberswalde den VT 133 515 in seinen Bestand. Das Fahrzeug war bis zum 2. Juni 1956 hier stationiert. Im selben Jahr wurde der Triebwageneinsatz auf der Strecke beendet. Anschließend taten Tenderlokomotiven der DR-Baureihe 91.13–18 und ehemalige Privatbahnloks der DR-Baureihe 92.64 und die Hafenbahn Stettin Nr. IX Dienst. Die letztgenannte Maschine wurde 1918 von der Friedrich Krupp AG mit der Fabriknummer 1 762 an die Stettiner Hafenbahn geliefert. Auf dem Gebiet der Reichsbahndirektion Stettin trug sie die Nummer IX. Nach 1945 wurde sie im Bereich der Reichsbahndirektion Greifswald vorgefunden und erhielt die Nummer 92 3333. In Eberswalde war diese Lokomotive von 1958 bis 1962 beheimatet.

### Belastung durch Güter- und Militärtransporte

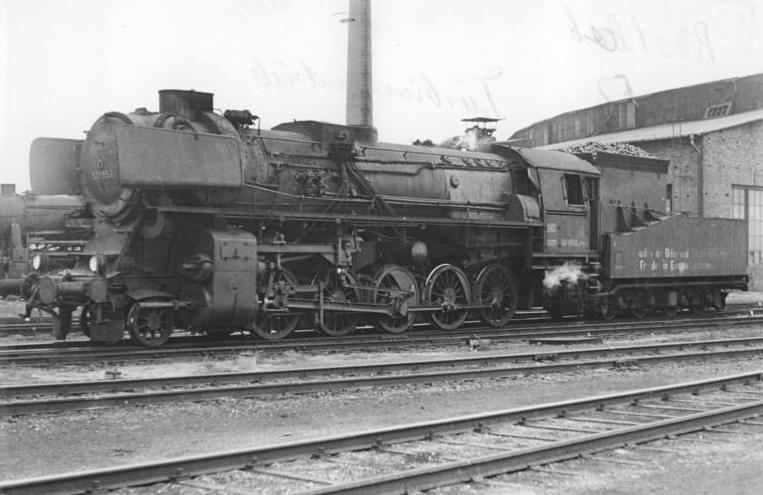
Dampfloks der Baureihe 52 befuhren ab 1963 die Strecke.

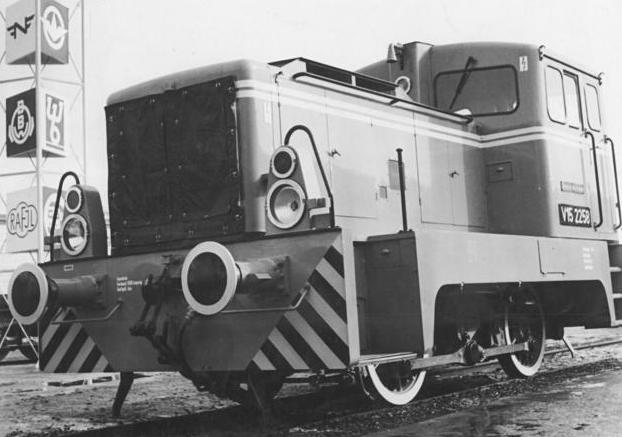
Dieselloks der Baureihe 101 waren ab 1972 im Einsatz.

Wegen der starken Belastung durch die sowjetischen Militärtransporte wurden das Streckengleis bis zum Bahnhof Finow und das Anschlussgleis zum Flugplatz Finow sowie zum Munitionsdepot bei Biesenthal um 1955 für eine Achslast von 21 Tonnen ausgebaut. Ab 1959 führte die Errichtung des neuen Walzwerkes auf dem Gelände des früheren Messingwerkes in Finow zu einer starken Zunahme des Güterverkehrs. Deshalb wurde der Personenverkehr immer weiter zu Gunsten des Omnibusverkehrs eingeschränkt. Im Winterfahrplan 1959/1960 kamen werktags nur noch drei Personenzüge zum Einsatz. Schließlich erfolgte mit Wirkung vom 28. Mai 1961 die Einstellung des Personen- und Gepäckverkehrs auf der Strecke Eberswalde-Finowfurt und bis 25. Mai 1963 die Weiterführung als Schienenersatzverkehr.
1963 ersetzte die Deutsche Reichsbahn die Privatbahnloks durch Dampflokomotiven der DR-Baureihe 52. In den folgenden Jahren wurde die Bahnlinie weiter für den Güterverkehr der angeschlossenen Industriebetriebe und Truppentransporte der sowjetischen Armee genutzt. Eine Kuriosität der Finowtaler Eisenbahngeschichte war die Rangierlok der Chemischen Fabrik. Die Dampfspeicherlokomotive Typ C besaß keine Feuerung, für kurze Fahrten konnte der Dampf gespeichert werden, der dann die Lokomotive antrieb. 1970 wurde die Anschlussbahn zum ehemaligen Messingwerk stillgelegt und teilweise abgebaut. Die Deutsche Reichsbahn bediente das Walzwerk Finow nun ausschließlich über eine nördlich des Bahnhofs Eberswalde abzweigende Industriebahn.
1972 wurde der Dampflokeinsatz auf der Strecke zwischen Eberswalde und Finowfurt beendet. Danach fuhren überwiegend nur noch Diesellokomotiven der DR-Baureihen 106 und 110, im geringen Umfang auch der DR-Baureihe 101. Darüber hinaus gab es Einsätze von Leichtverbrennungstriebwagen (LVT) der Baureihe 171. Die Deutsche Reichsbahn setzte diese LVT gelegentlich für Rundfahrten auf den Anschlussbahnen ein. Vor Truppenzügen der Sowjetarmee nach Finow wurde auch die DR-Baureihe 03.10 eingesetzt.

### Einstellung des Betriebes

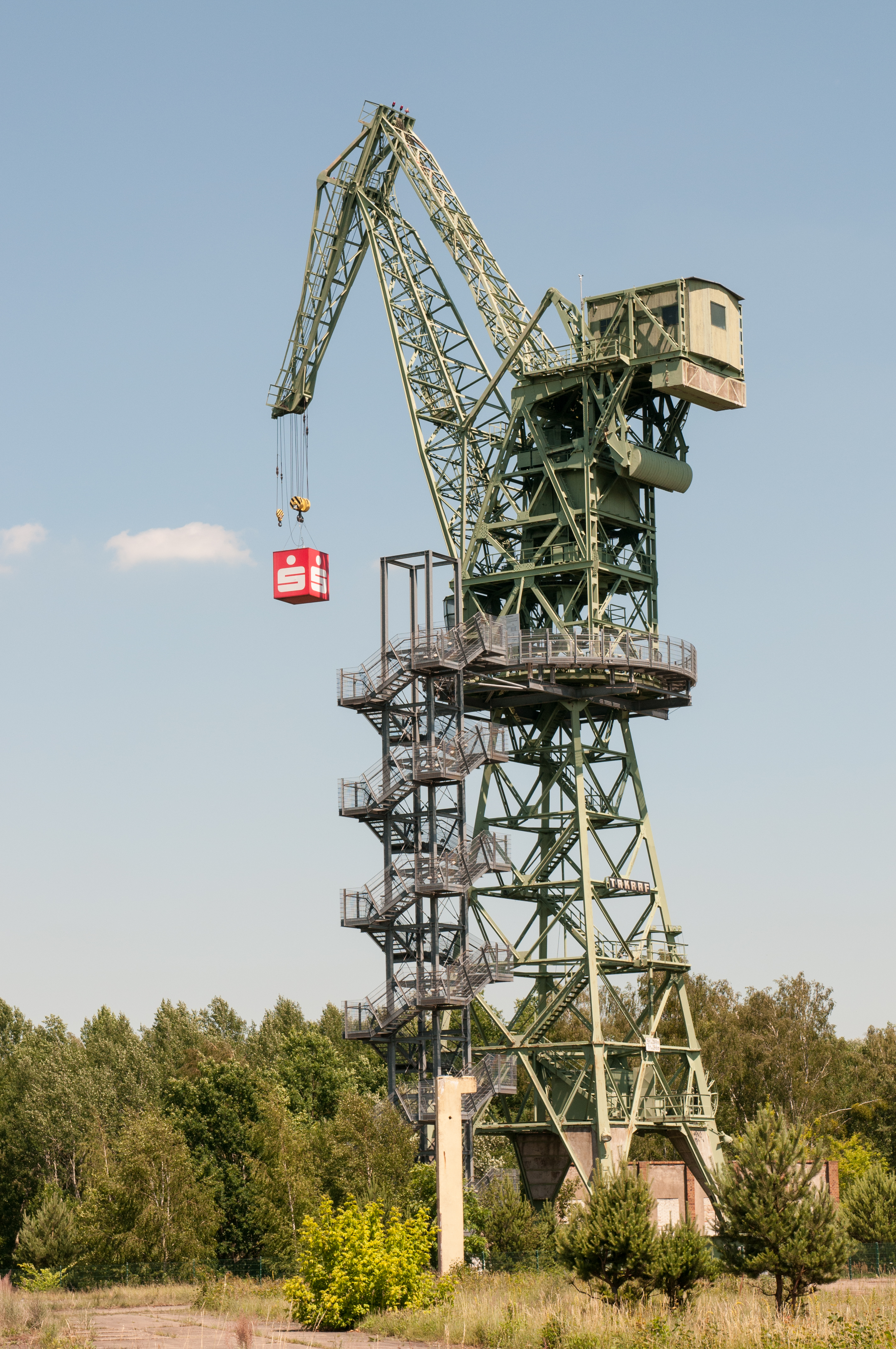
1996 fuhr der letzte Zug der Kleinbahn zum Kranbau.

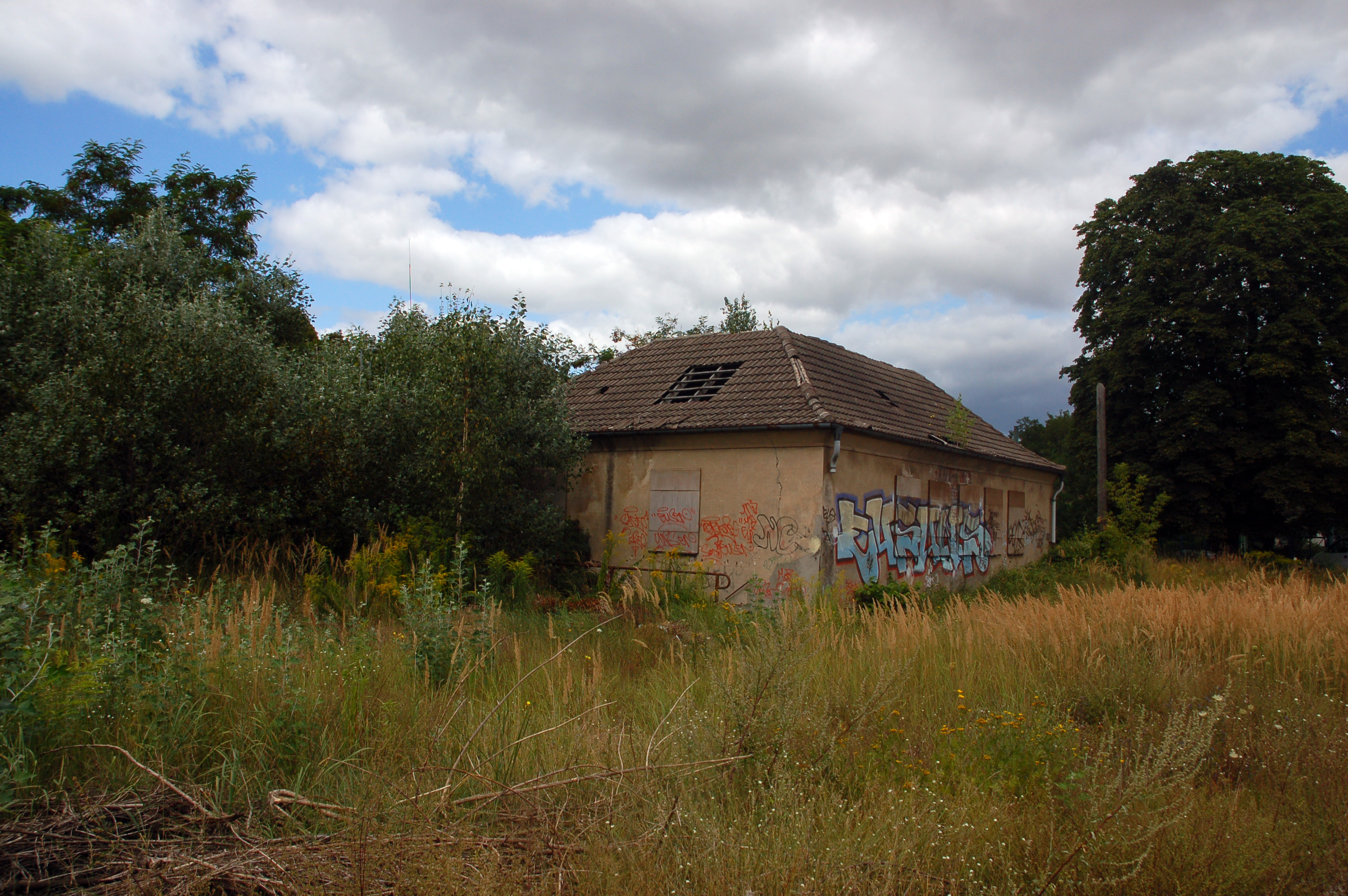
Ehemaliger Bahnhof Westend, 2009

Mit dem wirtschaftlichen Niedergang ab 1990, der Verlagerung des Frachtaufkommens auf die Straße und dem Abzug der GUS-Streitkräfte 1994 wurde auch der Güterverkehr immer seltener. Am 1. Januar 1994 übernahm die neugegründete Deutsche Bahn AG die Linie.
1995 musste Sonnabend Mittag wegen fehlender Transporte zwischen Eberswalde und Finowfurt eine Betriebsruhe eingeführt werden. In den letzten Monaten bis zur Einstellung des Güterverkehrs genügte eine Bedienung der Strecke von Montag bis Freitag dem nur noch geringen Ladungsverkehr. Zu den letzten Kunden gehörten neben dem Imprägnierwerk Finowfurt und dem Kranbau Eberswalde ein Brennstoffhandel in Eisenspalterei.
Am 4. Dezember 1995 erfolgte die letzte Rangierfahrt zum Imprägnierwerk in Finowfurt. Die Stilllegung der Strecke zwischen Eisenspalterei und Finowfurt erfolgte am 31. Dezember 1995. Mit der Einstellung des Betriebes zum Kranbau Eberswalde am 4. März 1996 endete der Verkehr auf der Strecke. Seit Anfang April 2010 wird die gesamte Strecke abgerissen.
Pläne, die Linie als Tourismusbahn für die Landesgartenschau 2002 in Eberswalde wiederzueröffnen, scheiterten. An die zahlreichen Anschlussbahnen zwischen Eberswalde und Finowfurt erinnert die ehemalige Werklok 1 der Chemischen Fabrik Finowtal als Denkmal im Familiengarten Eberswalde.

## Streckenverlauf

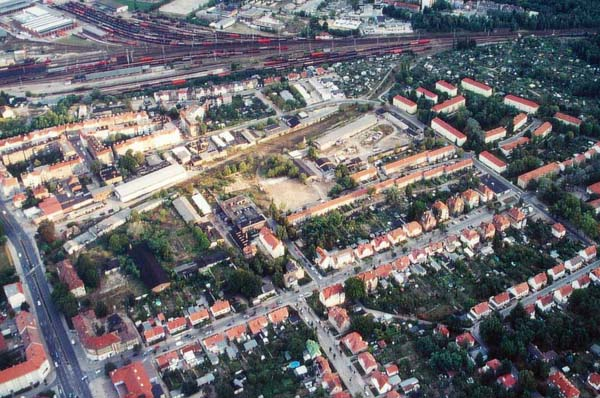
Eberswalder Stadtteil „Westend“ mit Gelände der Deutschen Bahn AG (oben)

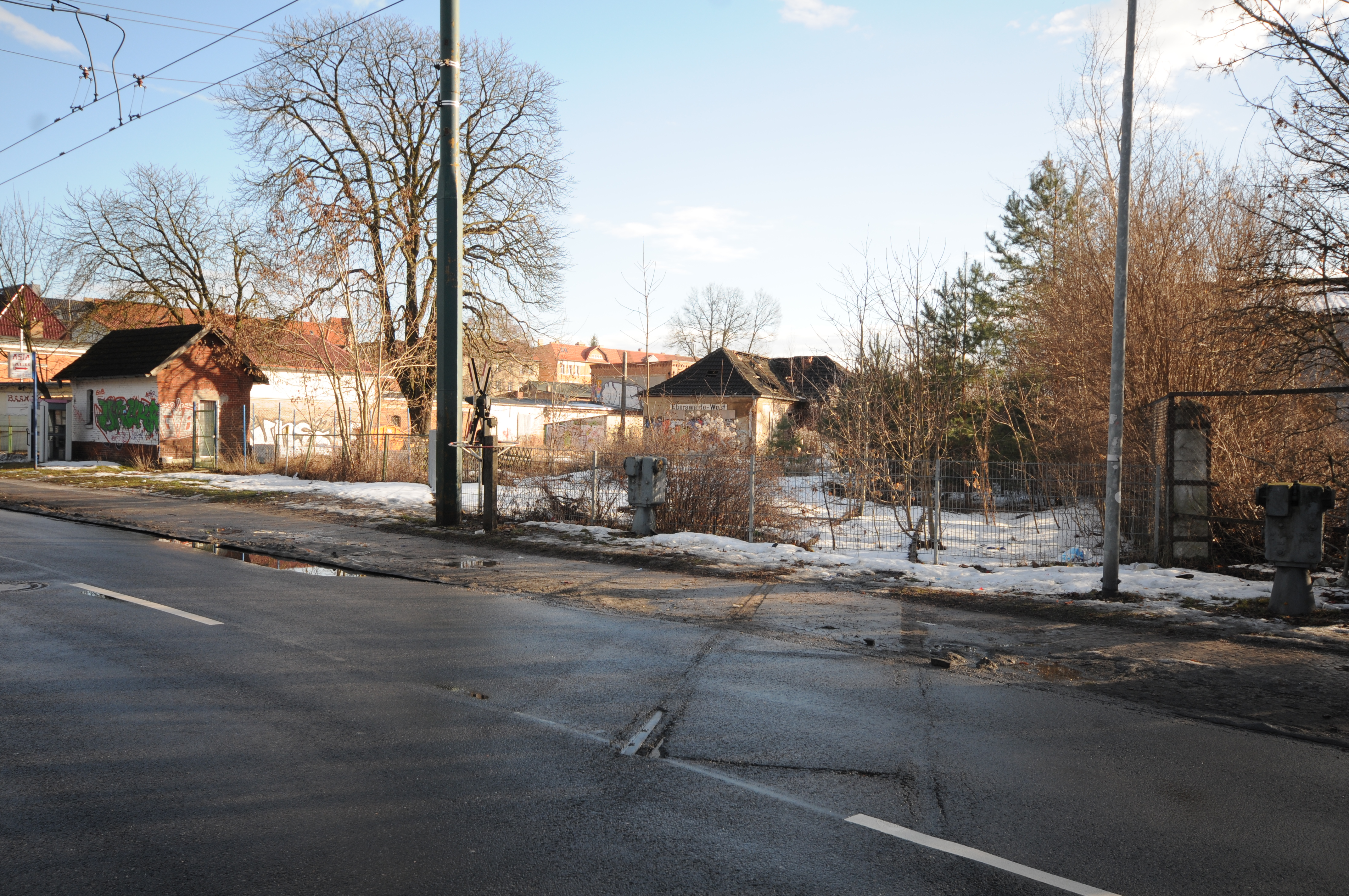
Bahnhof Eberswalde West, 2010

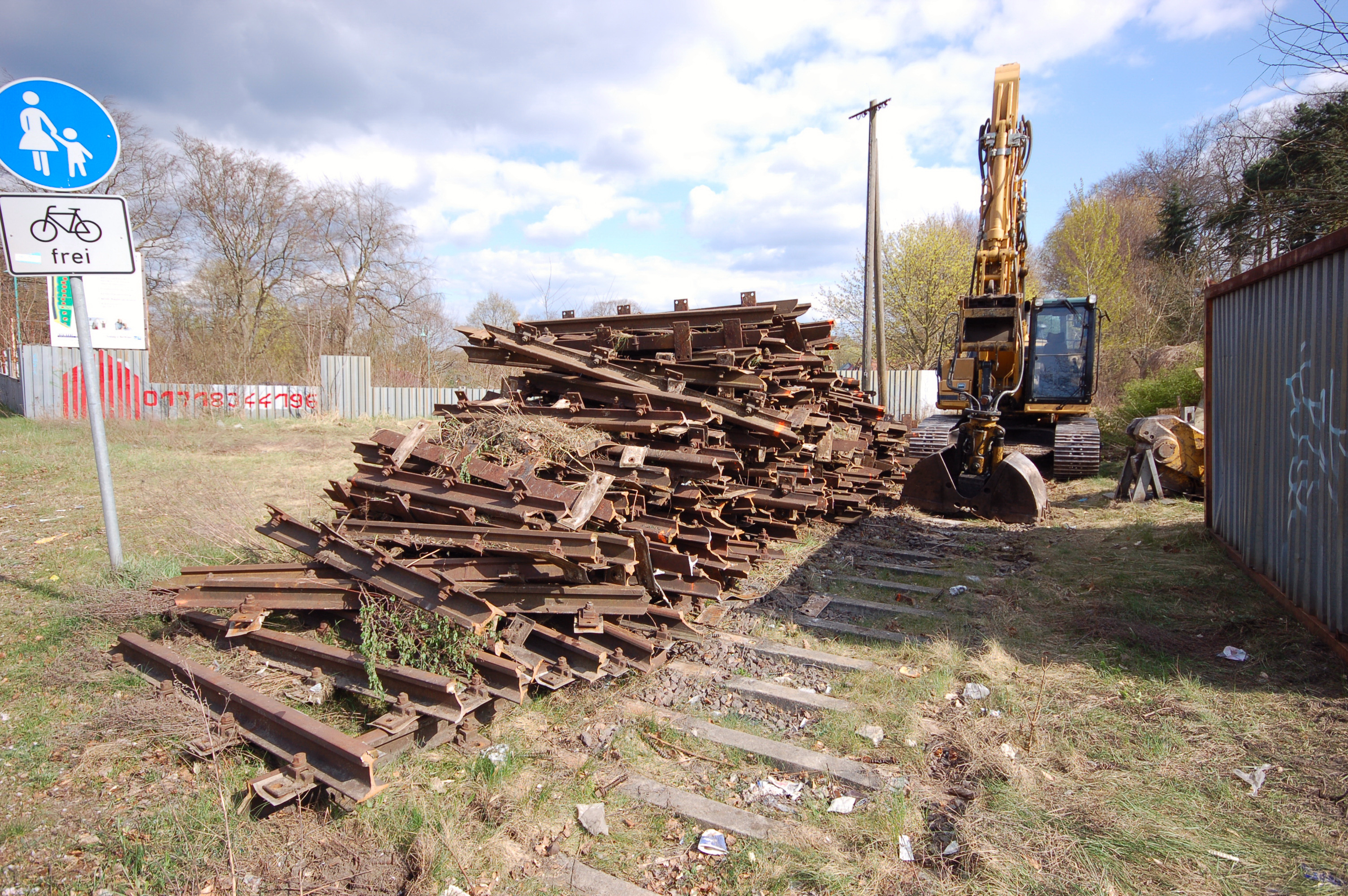
Ausgebaute Gleise am ehemaligen Bahnübergang Boldstraße, 2010

Vom Kleinbahnhof in Eberswalde ging die Fahrt im Bogen durch den (damaligen) städtischen Wald zum Bahnhof Eisenspalterei (2,2 Kilometer). In Kilometer 1,6 zweigte in Richtung Eberswalde ein Anschlussgleis für eine von der Stadt Eberswalde am Finowkanal zu errichtende Umschlagstelle ab. Das Hauptgleis dieser Abzweigung führte weiter zu der ebenfalls am Finowkanal gelegenen Märkischen Eisengießerei von F. W. Friedeberg.
In Höhe des Kilometers 1,865 zweigte noch ein Anschlussgleis nach dem Eisenhüttenwerk von Hoffmann & Motz in Eisenspalterei (später Walzwerk-Altwerk) ab. Nach dem Passieren des Fachwerkbaus am Bahnhof Eisenspalterei fuhr der Reisende durch den Königlichen Forst und erreichte bei Kilometer 5,2 den Bahnhof Heegermühle (heute Finow). Davor wurde noch eine Abzweigung (Kilometer 3,2) für das Linoleumwerk (später Chemische Werke Finowtal) geschaffen.
Der Heegermühler Bahnhof erhielt ein Umfahrungsgleis, welches gleichzeitig als Ladegleis diente, und ein Rampengleis. Das zweistöckige massiv gebaute Empfangsgebäude enthielt im Erdgeschoss die Wohnung des Stationsbeamten. Der Güterschuppen wurde an das Empfangsgebäude angebaut. Bei Kilometer 5,414 zweigte ein Anschlussgleis nach dem am Finowkanal gelegenen Steinverladeplatz der Heegermühler Dampfziegelei von Ferdinand Weber (Webers Ablage in Finow/Messingwerk) ab.
Vom Bahnhof Heegermühle aus wandte sich die Bahn in einem Bogen nach links und gleich darauf – nachdem die Biesenthaler Straße überschritten war – mit einem Gegenbogen wieder nach rechts. In der Biesenthaler Straße, die unter einem Winkel von 16 Grad gekreuzt wurde, mussten Rillenschienen eingelegt werden, damit Fuhrwerke die Straße ungehindert passieren konnten. Der Endbahnhof Schöpfurth wurde dann bei Kilometer 9,0 erreicht. Neben Empfangsgebäude und Güterschuppen erhielt der Bahnhof einen Lokschuppen mit Werkstatt und Lager. Kohlen- und Wasserstation vervollständigten die Einrichtung. Aus dem Bahnhof zweigte ein Gleis zu den Schöpfurther Mühlen ab. Zweigstrecken führten von Heegermühle zum Messingwerk und von Eberswalde in Richtung Spechthausen.
Vom Bahnhof Heegermühle zweigte in östlicher Richtung die Strecke zum Messingwerk ab. Sie verlief am Sportpark entlang, überquerte die Schöpfurther Straße und erreichte anschließend den Endpunkt, das Messingwerk am Finowkanal mit Ladestelle am Hohenzollernkanal (heute Oder-Havel-Kanal). Der Abzweig in Richtung Spechthausen verlief an den Gleisanlagen des Staatsbahnhofs Eberswalde (heute Hauptbahnhof) vorbei, um danach die Unterführung der Bahnstrecke Berlin–Stettin zu erreichen. Anschließend führte er durch ein Waldgebiet und überquerte auf einer Betonbrücke die Schwärze. Nach wenigen Metern erreichte er seinen Endpunkt direkt an der Papierfabrik Spechthausen.

## Triebfahrzeuge der EFE

### Stammlokomotiven
Zum Einsatz kamen folgende Stammlokomotiven:
| Bauart | Hersteller | Baujahr | Fabrik-Nr. | Einsatzzeit |
| ------ | ---------- | ------- | ---------- | ----------- |
| Dn2vt  | Borsig     | 1906    | 5908       | 1907–1926   |
| Dn2vt  | Borsig     | 1906    | 5909       | 1907–1926   |
| C1'n2t | Borsig     | 1903    | 5185       | 1925–1952   |
| C1'n2t | Borsig     | 1908    | 6810       | 1925–1956   |
| Cn2t   | Vulcan     | 1895    | 1510       | 1927–1928   |
| C1'n2t | Borsig     | 1903    | 5184       | 1927–1936   |
| Dn2vt  | Henschel   | 1936    | 23071      | 1937–1967   |
| Dn2vt  | Henschel   | 1938    | 23665      | 1938–1967   |

### Leihlokomotiven
Zum Einsatz kamen folgende Leihlokomotiven:
| Bauart | Hersteller   | Baujahr | Fabrik-Nr. | Einsatzzeit |
| ------ | ------------ | ------- | ---------- | ----------- |
| Bn2t   | Hohenzollern | 1901    | 1220       | 1914–1918   |
| Dn2vt  | Borsig       | 1908    | 6680       | 1914–1925   |
| B1n2t  | Henschel     | 1895    | 4294       | 1918–1920   |
| Cn2t   | Hanomag      | 1891    | 2311       | 1918–1920   |
| Cn2t   | Hartmann     | 1889    | 1601       | 1918–1922   |
| Cn2t   | Henschel     | 1885    | 1892       | 1922–1923   |
| Cn2t   | Schichau     | 1893    | 665        | 1928–1940   |
| C1'n2t | Borsig       | 1901    | 5013       | 1931–1934   |
| 1'Ch2t | Henschel     | 1927    | 20231      | 1940–1945   |
| Dn2vt  | Borsig       | 1903    | 5186       | 1943–1946   |
| Dn2vt  | Henschel     | 1925    | 20508      | 1944–1945   |

### Triebwagen
Zum Einsatz kamen folgende Triebwagen:
| Bauart     | Hersteller | Baujahr | Fabrik-Nr. | Einsatzzeit |
| ---------- | ---------- | ------- | ---------- | ----------- |
| AA bm      | Wismar     | 1933    | 20219      | 1933–1945   |
| AA bm      | Wismar     | 1933    | 20231      | 1934–1945   |
| (1A)'(A1)' | WUMAG      | 1938    | 22175      | 1944–1945   |